# هيلين بيترسون
هيلين بيترسون (بالإنجليزية: Helen Peterson)‏ هي عضوة مجموعة ضغط أمريكية، ولدت في 3 أغسطس 1915 في محمية باين ريدج الهندية في الولايات المتحدة، وتوفيت في 10 يوليو 2000 في فانكوفر في الولايات المتحدة.